# Icon (álbum de Blink-182)
Icon es un álbum recopilatorio de la banda estadounidense de pop punk Blink-182, lanzado el 29 de marzo de 2013. Icon fue puesto a la venta tras la salida de la banda de Interscope Records en 2012 con los mayores éxitos de la banda, con covers de los álbumes Dude Ranch (1997) hasta Blink-182 (2003).

## Antecedentes
Icon es el segundo álbum de grandes éxitos de la banda. El álbum fue parte de la serie Icon lanzado por Universal Music Enterprises, que cuenta con grandes éxitos de las principales figuras de rock, pop, R&B y country. La imagen de portada es una foto de la banda tomada por Estevan Oriol durante un fotograma del álbum Blink-182 en 2003.

## Lista de canciones
Todas las canciones escritas y compuestas por Mark Hoppus, Tom DeLonge y Travis Barker. 
| N.º   | Título                       | Cantante principal | Duración |  |
| 1.    | «All the Small Things»       | DeLonge            | 2:52     |  |
| 2.    | «Josie»                      | Hoppus             | 3:21     |  |
| 3.    | «Feeling This»               | DeLonge            | 2:55     |  |
| 4.    | «Adam's Song»                | Hoppus             | 4:07     |  |
| 5.    | «Dammit»                     | Hoppus             | 2:49     |  |
| 6.    | «What's My Age Again?»       | Hoppus             | 2:30     |  |
| 7.    | «The Rock Show»              | Hoppus             | 2:52     |  |
| 8.    | «Down»                       | DeLonge            | 3:12     |  |
| 9.    | «First Date»                 | DeLonge            | 2:51     |  |
| 10.   | «Stay Together for the Kids» | Hoppus DeLonge     | 3:59     |  |
| 11.   | «I Miss You»                 | Hoppus DeLonge     | 3:18     |  |
| 35:10 |                              |                    |          |  |